# Carlos Carrion de Britto Velho
Carlos Carrion de Britto Velho (Porto Alegre, 1946) es un pintor, grabador y profesor brasileño. Desde los años 1970 desarrolla una carrera artística tanto en Brasil como en el exterior. Su trabajo, que nace del ámbito pop y le añade trazos de surrealismo es actualmente objeto de estudio. 